# Giovanni Tacci Porcelli
Giovanni Tacci Porcelli (Mogliano, 12 de noviembre de 1863 – Roma, 30 de junio de 1928) fue un cardenal italiano de la Iglesia católica, nombrado por el Papa Benedicto XV el 13 de junio de 1921 con el título de Santa María en Trastevere.

## Biografía
Nacido en Mogliano, en la archidiócesis de Fermo, hijo del profesor Luigi Tacci y de Maria Monti Guarnieri, asistió al seminario de la diócesis de Tolentino. Ordenado sacerdote en 1886 para la diócesis de Roma, a edad muy joven fue consagrado obispo por el cardenal Amilcare Malagola y de 1895 a 1904 fue obispo de Città della Pieve.
Después fue arzobispo titular de Nicea, delegado apostólico en Constantinopla y vicario de los católicos de rito latino (1904-1907), nuncio apostólico en Bélgica (1907-1911), internuncio en los Países Bajos (1911-1916). Hasta 1910 también ocupó el cargo de administrador de la diócesis de Città della Pieve.
De 1916 fue prefecto de la Casa Pontificia y de 1918 prefecto de los Sacrios Palacios.
El 10 de septiembre de 1922 fue, junto al cardenal Vittorio Amedeo Ranuzzi de' Bianchi, el primer cardenal en volare, viajando a Loreto a bordo de un Caproni pilotado por el coronel Armani a un congreso en honor de la Virgen de Loreto, patrona de los aviadores.
De 1922 a 1927 fue secretario de la Congregación para las Iglesias Orientales, y en tal puesto, en la iglesia romana de los Santos Ambrogio y Carlo, confirió, el 19 de marzo de 1925, la consagración episcopal a Angelo Giuseppe Roncalli (futuro Papa Juan XXIII), arzobispo titular electo de Areopoli, visitador apostólico en Bulgaria.
Sus restos se encuentran en el cementerio comunal monumental Campo Verano.